# 戸田順子
戸田 順子（とだ じゅんこ）は、日本のラジオパーソナリティー。

## 概要
大阪生まれ。大阪樟蔭女子大学学芸部国文学科卒業。
学生時代にラジオのオーディションに合格して以来、幅広い番組に出演。特にKBS京都ラジオの名物ラジオ番組「山崎弘士の満員御礼!」では、山崎弘士アナと15年間に渡りコンビを組んでおなじみの声に。
またKBS京都テレビの「ぶらり京都 味と旅」では構成も手がける。

## 現在出演中の番組
- 「シニアライスポップス」ABCラジオ
- OSAKA歌謡ウェーブ ラジオ大阪

## 過去出演の番組
- KBS京都ラジオ
  - 山崎弘士の満員御礼!
  - 山崎弘士の人めぐり・音めぐり2006年4月2日～2007年9月27日
  - 戸田順子のモーニングステーション2004年4月～2006年3月
  - 京都検定!なるほど研究所2006年4月～2008年9月